# Incubocnus
Genre
Incubocnus est un genre d'holothuries (concombres de mer) de la famille des Cucumariidae. 
C'est un nomen novum pour Neocnus Cherbonnier, 1972 non Arredondo, 1961. 

## Liste des espèces
Selon World Register of Marine Species (05 mars 2022) :
- Incubocnus bimarsupiis (O'Loughlin & O'Hara, 1992)
- Incubocnus incubans (Cherbonnier, 1972)

## Publication originale
- Cherbonnier 1972 : Neocnus incubans, nouveau genre et nouvelle espece d'holothurie dendrochirote incubatrice de Mediterranee. Comptes Rendus de l'Académie des Sciences, Paris, sér. D, vol. 275, no 2, p. 225-227.
- Thandar, A.S. & Vinola, L.W.V. 2017: The current status of Neocnus Arredondo, 1961 (Mammalia: Edentata: Pilosa: Megalonichidae) and a replacement name for its junior homonym in the sea cucumber family Cucumariidae (Echinodermata: Holothuroidea: Dendrochirotida: Cucumariidae). Zootaxa 4337(2): 288–290